# Pyrinia subapicata
Pyrinia subapicata là một loài bướm đêm trong họ Geometridae.